# Pedro Zarrabeitia
Pedro Zarrabeitia Miñaur (Bilbao, 1 de septiembre de 1939 – Bilbao, 3 de abril de 2018) fue un fotógrafo y escritor vasco ingeniero de profesión, pero sumergido en el campo fotográfico desde muy joven, así como enormemente interesado y estudioso del mundo etnográfico.

## Biografía
Fotógrafo vasco conocido por su dedicación al color en el campo de la fotografía artística, con aproximación, muchas veces, a la etnografía, especializado en el tratamiento de las imágenes por medio de procedimientos químicos, plásticos y digitales. Doctorado en Ingeniería Industrial, inició sus conocimientos fotográficos en 1969 en el Vizcaya Club de Cine-Foto de Bilbao.
En 1977 fundó con otros fotógrafos de Guecho la agrupación fotográfica Irudi Taldea, grupo dinamizador de la fotografía vasca en los años 80, siendo su presidente durante varios años.
Ha sido el primer fotógrafo en exponer en el Museo de Bellas Artes de Bilbao en 1980, con su colección Estudios de color y, posteriormente, lo ha hecho en múltiples salas del País Vasco así como en las principales capitales de España. También ha expuesto en Montreal (Quebec) y Chicago, Denver y Reno (USA). Ha recibido numerosos premios nacionales e internacionales. En 1984 participó en el Intercambio Cultural Quebec-Euskadi organizado por el Gobierno Vasco.
En 1987 recibió el título de Artista de la Fotografía (AFIAP), otorgado por la Federación Internacional de Arte Fotográfico, y su obra Paisaje triste figura en la Colección Histórica de la Fotografía de dicha entidad en Ginebra. En 1994 fue nominado para el Premio Nacional de Fotografía por la Confederación Nacional de Fotografía.
Tiene obras en el Museo de Bellas Artes de Bilbao, Museo Histórico Vasco, Museo de San Telmo de San Sebastián, Photomuseum de Zarauz, Museo de Lugo, Museo de Reus, Sociedad Fotográfica de Guipúzcoa, Bilbao Bizkaia Kutxa, Ayuntamiento de Bilbao, Ayuntamiento de Guecho y colecciones particulares.
Sus recientes trabajos en el campo de la etnografía vasca han dado como resultado el libro Estelas discoidales de Euskal Herria, primer trabajo publicado sobre estos monumentos del arte popular vasco que incluye todos los territorios históricos del País Vasco, fruto de su investigación a través de más de 5000 fotografías.

## Premios
- Enlace a obras premiadas

- 1968. 1973. Asociación Artística Vizcaína. Premio de Honor
- 1972. Kodak International Newspaper Snapshot Awards
- 1973. 1978. 1981. Vizcaya Club de Cine Foto. 1º premio
- 1976. Instituto de Estudios Gaditanos 1º premio
- 1978. Diputación de Gipuzkoa. 50 Aniversario del Aquarium. 2º premio
- 1978. IX Salón de Fotografía de la Fiesta de la Vendimia del Sherry 1º premio
- 1979. Concurso Hoteles Agrupados 1º premio
- 1979. Concurso Nacional de Iberduero 1ºpremio
- 1979. 1980. 27 y 28 Salón de Fotografía de Navidad de Gijón 2º premio color
- 1980. 1984. Argizaiola. Federación de Agrupaciones Fotográficas de Euskal Herria. Accésit
- 1982. Trofeo Argizaiola. Federación de Agrupaciones Fotográficas de Euskal Herria.
- 1982. 1983. 1984. 1985. Certamen Fotográfico Trofeo Gipuzkoa. Internacional
- 1982. Arteder. Muestra Internacional de Obra Gráfica. 2º premio
- 1982. Concurso Fotográfico Iberia. 1º premio
- 1982. Concurso Fotográfico de San Prudencio. 1º premio
- 1983. 1984. 1985. Certamen Fotográfico Trofeo Gipuzkoa. Trofeo Marque Rocaverde. (Primer Fotógrafo Vasco)
- 1984. Concurso Fotográfico Iberia. 2º premio
- 1984. Itxasoa Argazki Lehiaketa. Ondarroa. 1º premio
- 1985. Ongi Etorri Txatela Gorria. Eibar. 3º premio
- 1987. 1991. Bienal Internacional de Fotografía Europa. Reus.  Medalla de Plata
- 1987. FIAP. Federation Internationale del art Photographique. Collection Historique
- 1987. 1990. 1993. 1994. 1998. Medalla Gaudí. Reus
- 1987. Trofeo Irudi.
- 1990. Bienal Internacional de Fotografía Europa. Reus. Trofeu Ajuntament/Ayuntamiento de Manresa
- 1992. Colour Print Fiap Biennial. Cyprus
- 1994. Nominado para el Premio Nacional de Fotografía
- 1994. Premios Hoffman. Premio Especial
- 1998. FIAP Colour Print Biennial
- 2001. Bienal Internacional de Fotografía. Medalla Gaudí
- 2003. Concurso Nacional Ciudad de Córdoba. Premio Mezquita.

## Exposiciones (selección)
Pedro Zarrabeitia ha expuesto a lo largo de gran cantidad de localidades de España y en otros como Canadá.
- Enlace a listado de Exposiciones

- 2016. Última exposición “Made in Bilbao”[2]

## Libros (selección)
- "Estudios de color"
- "Inundaciones" 1983. vv.aa
- "Expresión mural"
- "Mobiliario urbano"
- "La ciudad envuelta"
- "Florilegio"
- "Getxo. Fotografía"
- "Bizkaia kosta"
- 2013. "Estelas discoidales de Euskal Herria"[3]
- "El ciego de Olabe" (novela)
- 2016. Los puentes de la ría de Bilbao.[4]
- 2017. Lobos de nuestro escudo (novela).[5]